# Pennar
Le Pennar  (ou Penner, Penna, Penneru) est un fleuve du sud de l'Inde. Il prend sa source dans les collines de Nandi (District de Chikballapur, état du Karnataka), s'écoule vers l'est à travers l’État d’Andhra Pradesh et se déverse dans le Golfe du Bengale. Sa longueur est de 597 km, et son bassin hydrographique possède une superficie de 55 213 km2 (dont 6 937 km2 dans le Karnataka, et 48 276 km2 dans l’Andhra Pradesh). L'apport des précipitations est de 500 mm en moyenne, mais le régime est très irrégulier, d'où de fréquentes sécheresses à proximité des terres désertiques du Radjasthan. Les Ghâts occidentaux créent une barrière climatique pour le bassin du Pennar.

## Géographie
Le bassin hydrographique du Pennar et de ses affluents recouvre une partie du plateau du sud-Deccan, dont l'essentiel de la région de Rayalaseema dans l'Andhra Pradesh, et une partie de l'État de Karnataka. Le Plateau de Kolar forme la ligne de partage des eaux entre le bassin du Pennar et ceux du Kâverî, Ponnaiyar, et du Palar au sud. Le Pennar draine la partie nord du plateau, qui inclut une partie des districts de Kolar et de Tumkur dans le Karnataka. Le Krishnâ et ses affluents drainent le plateau du Deccan à l'ouest et au nord du bassin du Pennar, et les basses collines d'Erramala forment le nord de la ligne de partage des eaux avec le Pennar. Le bassin supérieur du Pennar recouvre le District de Cuddapah, le centre et l'est du District d'Anantapur, le sud du District de Kurnool et le nord-ouest du District de Chittoor. Les principaux affluents du Pennar sont le Jayamangali, le Kunderu et le Sagileru par le nord ; le Chitravati, le Papaghni et le Cheyyeru au sud. En descendant vers l'est, le fleuve passe un seuil  à la traversée de la chaîne des Ghâts orientaux avant de s'écouler dans la plaine de l'Andhra côtière, et de se déverser dans le Golfe du Bengale 15 km à l'est de Nellore au lieu-dit Outoukourou (parfois aussi : « Voutoukourou »).
L'estuaire
L'estuaire du Pennar s'étend jusqu'à 7 km en amont du Golfe du Bengale. Le mascaret et les remontées d'eau saline affectent parfois le fleuve au-delà en saison sèche, c'est-à-dire de novembre à juin. Des dunes côtières, parfois hautes de plus de 7 m, dessinent les contours de l'estuaire. Les principaux estrans sont la crique d'Upputeru, longue de 15 km, et le lagon d'Isakapalli, séparé du Golfe du Bengale par le récif d'Isakapalli, long de 180 m et haut de 3 m.
Le lit supérieur de la Pennar est formé de roches archéennes, principalement du granite et des schistes. Le lit inférieur est formé d'alluvions récentes et de latérite.

## Climat
Le bassin du Pennar jouit d'un climat tropical sec soumis aux moussons. Le bassin supérieur est semi-aride, avec des températures estivales de 25–46 et des températures hivernales de 18 à 28 °C. Le gros des précipitations est dû à la mousson du sud-ouest, qui pour presque toute l'Inde intervient entre juin et septembre. Les Ghâts occidentaux offrent une barrière climatique au bassin du Pennar, épargnant des crues catastrophiques. Les typhons post-mousson de la région côtière amènent de nouvelles pluies entre septembre et octobre. La mousson hivernale du nord-est, entre les mois de décembre et de mars, n'amène que peu de précipitations au bassin supérieur. Dans le sud de l'Inde, elle est très variable d'une année sur l'autre : parfois elle s'accompagne de typhons provoquant inondations et tornades. Le volume moyen des précipitations est de 550 mm/an à Anantapur, et de 900 mm/an à Nellore. La vallée du Pennar a connu plusieurs années de sécheresse au cours des années 1990, poussant les fermiers et toute la population à exiger la construction d'un aqueduc pour dévier une partie des eaux de la Krishnâ vers Rayalaseema.

## Végétation

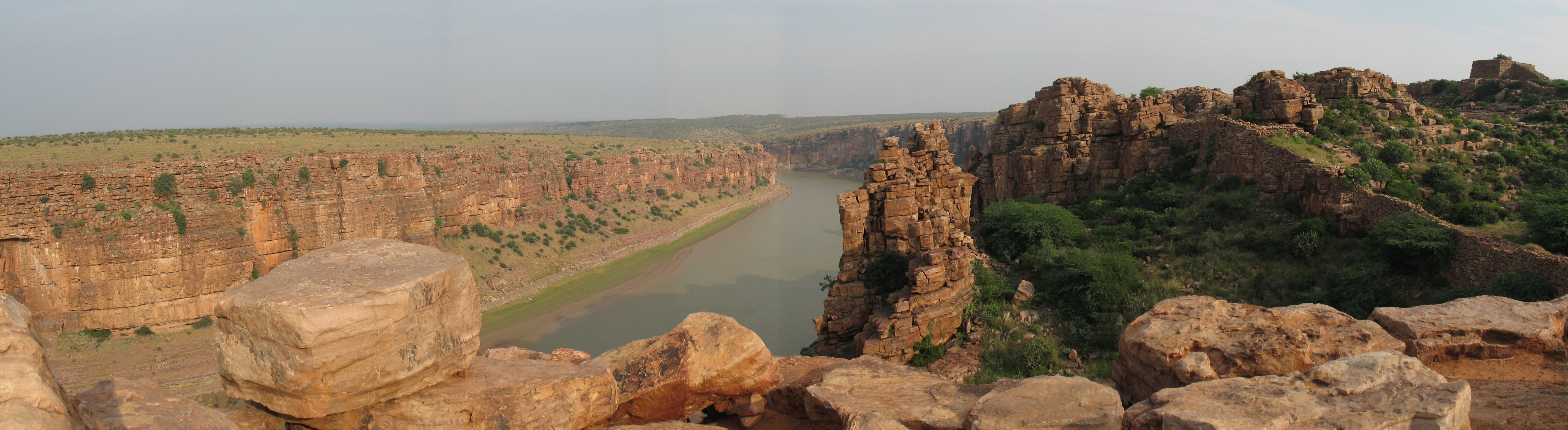
Le fleuve Pennar au pied du fort de Gandikota.

Le bassin supérieur du fleuve était autrefois couvert d'une forêt tropicale sèche, d'épineux et d'un désert à broussailles. La forêt tropicale a à présent presque disparu à cause de l'élevage de ruminants et de la surexploitation du bois, et a cédé la place à la savane. Les forêts restantes du plateau du Deccan sont pour l'essentiel formées de feuillus, qui perdent leurs feuilles lors de l'hiver sec. La forêt du Deccan oriental, dans la région de l'Andhra Côtière, était une sempervirente, mais il n'en subsiste plus désormais que des poches boisées sporadiques.

## Géographie humaine
Le petit port de Krishnapatnam est abrité par la crique d'Upputeru ; il était prévu d’en faire un port à grand gabarit à l'horizon 2006. Le Canal Buckingham est une voie navigable longeant la côte : il permet aux péniches descendant le Pennar de rallier la Chennai au sud, et le delta de la Krishnâ au nord.
Les apports d’eau annuels du fleuve sont estimés à 6,316 milliards de mètres cubes. Toutes les sources d’eau du bassin sont aménagées en réservoirs, permettant une rétention d’eau de 5 milliards de mètres cubes. Les pompages souterrains sont également considérables et vont bien au-delà de ce qu’imposent les limites du développement durable.
Les précipitations les plus abondantes interviennent au cours de la mousson du nord-est, alors que pour le Krishnâ, c’est la mousson du sud-ouest ; or le lit de la Pennar est en dépression par rapport à celui du Krishnâ, ce qui facilite le transfert d’eau au bénéfice du Pennar, même à une altitude de 600 m, avec une puissance de relevage modérée (moins de 100 m de charge hydraulique). Ainsi la vallée du Pennar bénéficie d’une irrigation favorable à l’agriculture en toute saison, à condition que le transfert d’eau inter-bassins soit possible. Simultanément, ce transfert soulage les crues du Krishnâ.
L’organisation administrative du bassin du Pennar résulte de deux textes : le colonial time water sharing agreement de 1892, et l’Interstate River Water Disputes Act de 1956. Néanmoins  le développement économique de la région suppose que ces accords soient revus pour prendre en compte les approvisionnements en eau depuis le Krishnâ. Le barrage de Tungabhadra, dans l'état de Karnataka, et un autre projet conjoint des états du Karnataka et de l'Andhra Pradesh, sont les seuls moyens de transférer l'eau jusqu'à une altitude de 600 m. La plaine maritime peut, elle, être alimentée avec les apports du Krishnâ jusqu'à une altitude de 250 m par le barrage de Srisailam. Un procès est en cours, qui doit trancher sur l'issue de ce programme d'aménagement.

## Littérature
La vallée du Pennar est une grande source d'inspiration pour la littérature Télougou. Les écrivains et poètes les plus connus sont Raallapalli Anantha Krishna Sharma, Vidvan Vishvam, et C. Ramakrishna Reddy. Le « Chant du Penna » (penneti paata) de Vidhvan Vishvam est très populaire dans l’Andhra Pradesh et à Raayala Seema en particulier. Le Penneti kathalu de Ramakrishna Reddy conte les peines et les traditions des paysans du pays. Ce sont deux chefs-d'œuvre, qui illustrent l'accent télougou local.